# Поворотно-лопастная турбина

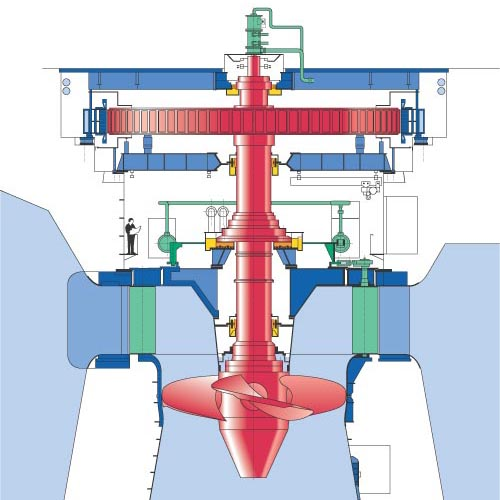
Поворотно-лопастная турбина (предоставлено Voith-Siemens)

Поворотно-лопастная турбина, турбина Каплана — реактивная турбина, лопасти которой могут поворачиваться вокруг своей оси одновременно, за счёт чего регулируется её мощность. Также мощность может регулироваться с помощью лопаток направляющего аппарата. Лопасти гидротурбины могут быть расположены как перпендикулярно её оси, так и под углом. Последняя разновидность называется диагональной турбиной.

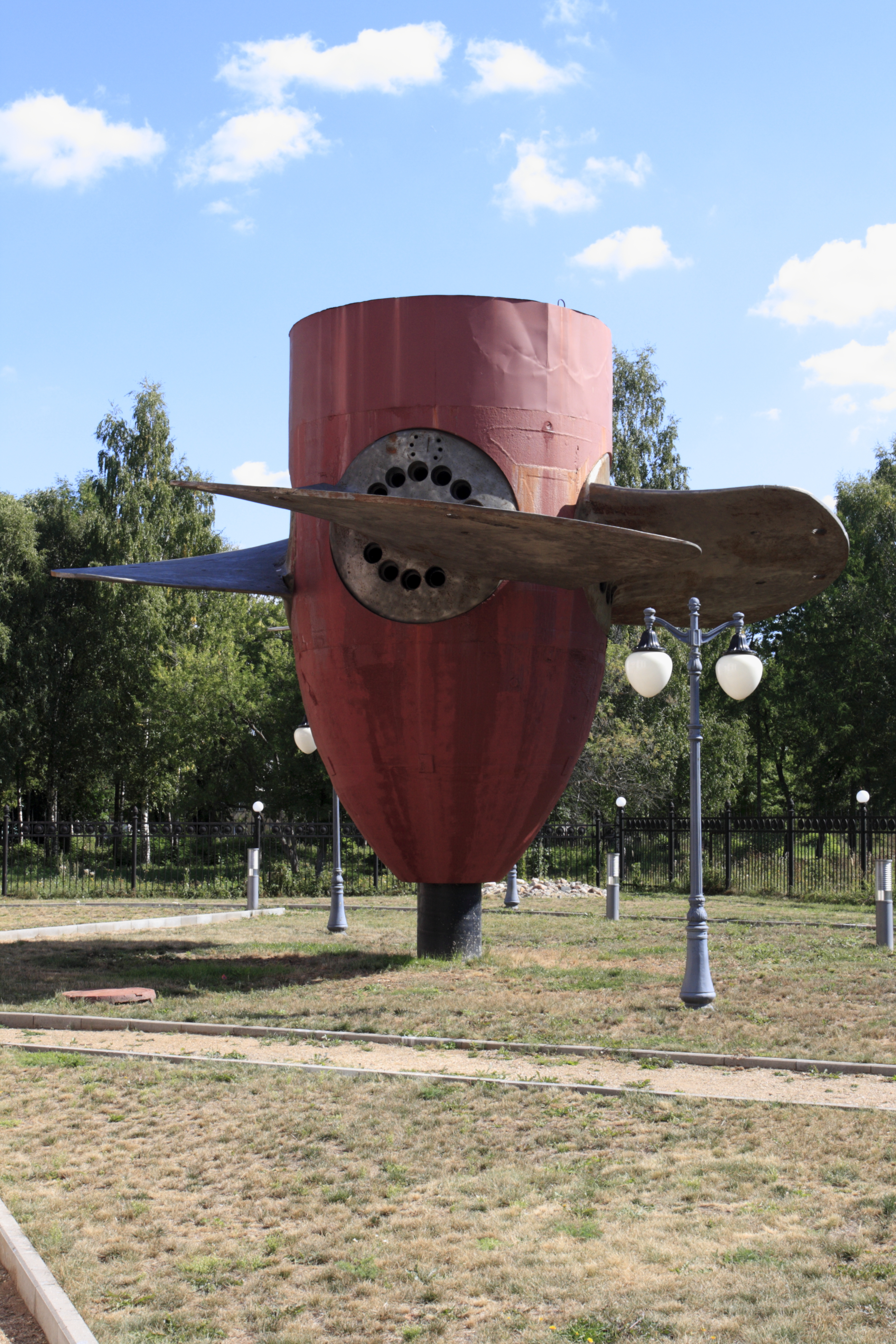
Колесо поворотно-лопастной турбины Угличской ГЭС в Музее гидроэнергетики

Запатентована в 1920 году австрийским инженером Виктором Капланом, благодаря чему во многих странах мира эта турбина носит имя изобретателя. Однако имя Каплана носит также турбина без возможности поворота лопастей, положение которых относительно ротора является фиксированным. Турбины последнего типа обычно называются пропеллерными или полу-Каплан.
Поток воды в поворотно-лопастной турбине движется вдоль её оси. Ось турбины может располагаться как вертикально, так и горизонтально. При вертикальном расположении оси поток перед поступлением в рабочую камеру турбины закручивается в спиральной камере, а затем спрямляется с помощью обтекателя. Это необходимо для равномерной подачи воды на лопасти турбины, а значит, уменьшения её износа.